# Конка

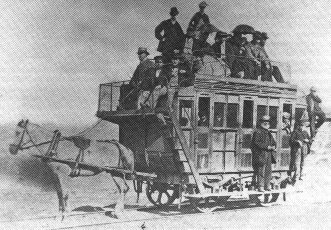
Уельс, залізниця Суонсі і Мамблза запустила перший у світі пасажирський трамвайний сервіс

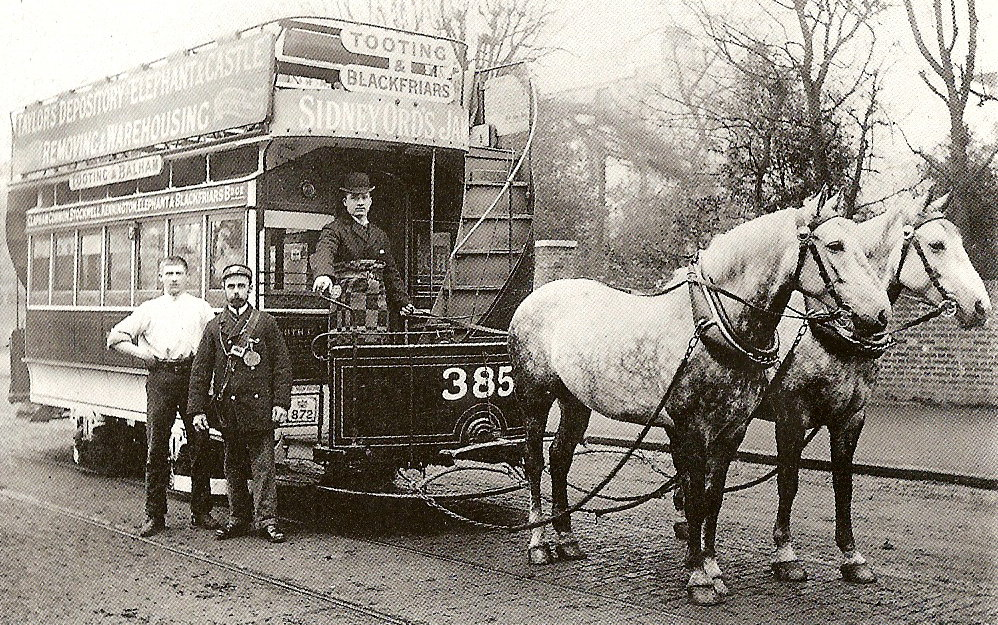
Двокінний трамвай в Лондоні, близько 1890

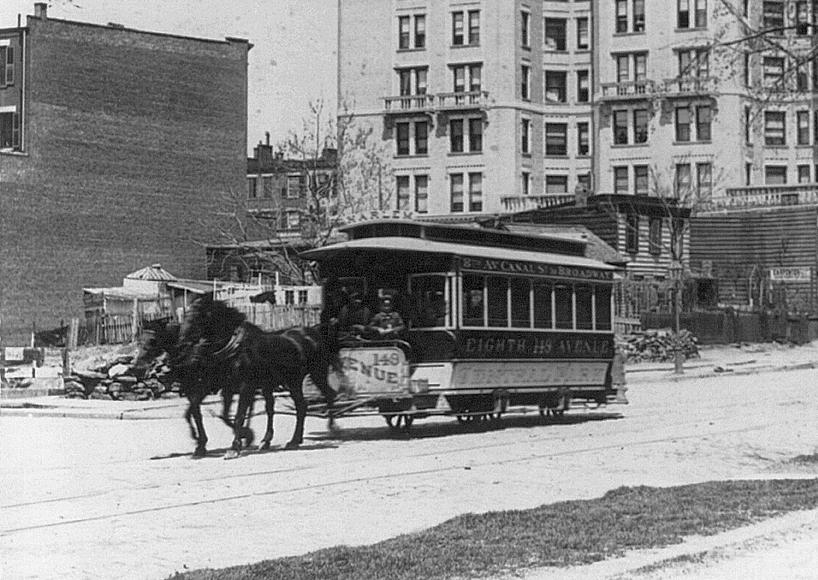
Кінний трамвай у Нью-Йорку, 1895

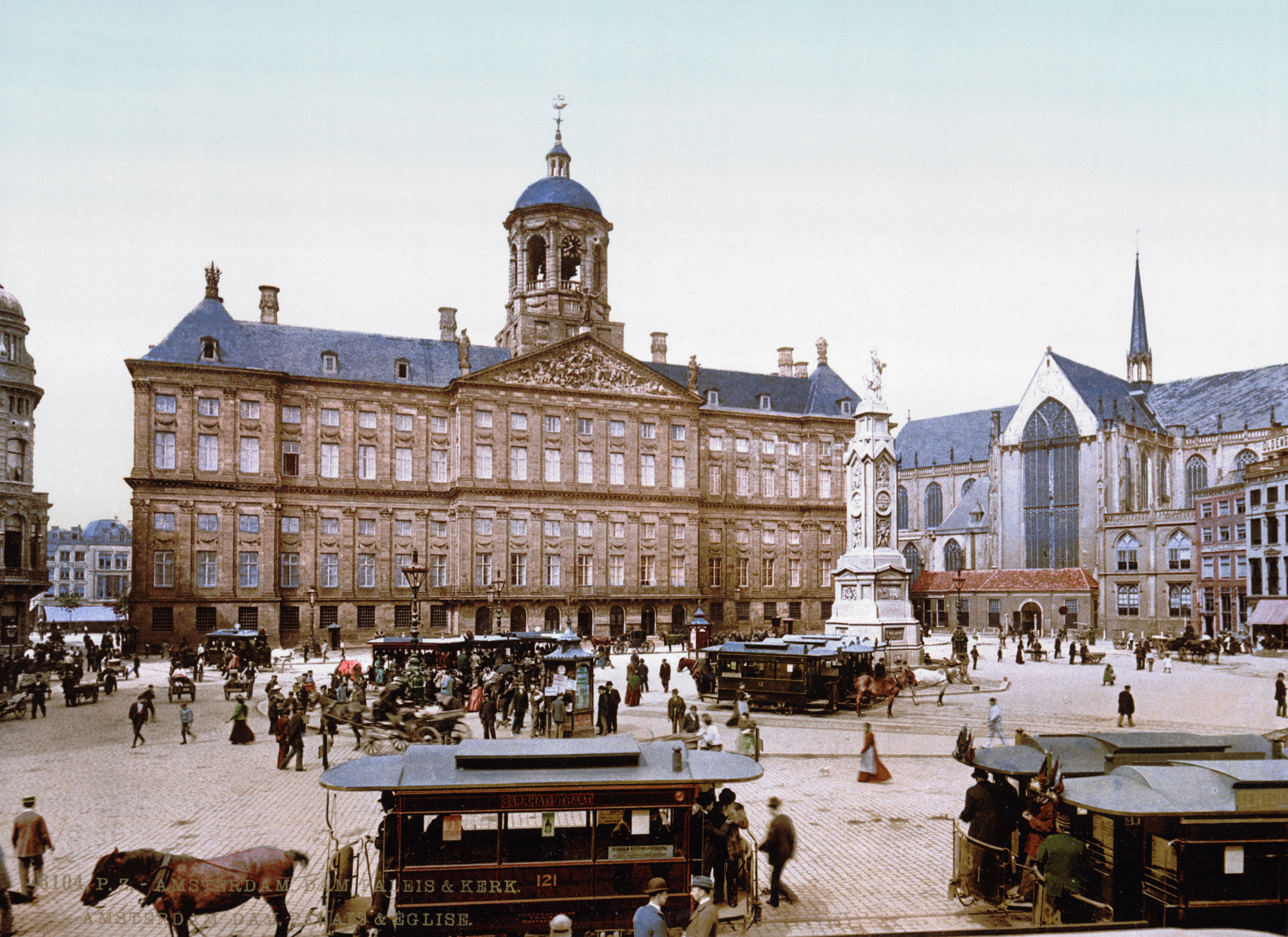
Площа Дам, Амстердам, приблизно 1900

Ко́нка (кінно-залізнична міська дорога, кінний трамвай) — різновид громадського транспорту, який широко використовувався до переходу залізниці на парову, теплову, електричну або канатну тягу. Найчастіше конку використовували як міський транспорт; кінний трамвай був попередником електричного трамваю.
Кінний трамвай мав закритий і часом відкритий (літній) вагон, іноді двоповерховий із відкритим верхом (імперіал). Вагон рейковою колією тягнула пара коней, керована кучером. У місцях, де лінії трамвая перетинали круті підйоми екіпажі очікували форейтори (зазвичай підлітки), які підпрягали ще 1—2 пари коней і допомагали подолати складне місце, потім на рівному місці випрягали додаткових коней.

## Пасажирська служба
Перша у світі рейкова пасажирська служба почала діяти на залізниці Суонсі і Мамблза в Уельсі, із використанням спеціально розроблених вагонів і існуючої лінії збудованої для вантажних перевезень на кінній тязі. Пасажири перевозились по маршруту між Ойстермаутом, Мамблзом і корабельними доками в Суонсі з 1807.
В континентальній Європі перші кінні рейкові візки почали діяти з 1828 на чеській залізниці.
У США найперший кінний трамвай з'явився 26 листопада 1832 року на залізниці Нью Йорка і Гарлема. Перші трамваї використовували коней і іноді мулів, зазвичай двох в парі, для тяги візка. Подекуди, пробували інших тварин, навіть людей у надзвичайних ситуаціях. До середини 1880-х, в ЗДА існувало 415 компаній вуличних залізниць, які використовували понад 6 000 миль шляхів і перевозили 188 мільйонів пасажирів на рік із використанням конок.
В канадському місті Торонто 1861 року конка як різновид громадського транспорту замінила кінні омнібуси. Починаючи з 1892 року з'явились електричні трамваї і до 1894 року вулична залізниця Торонто припинила використання конки. У Монреалі кінний трамвай використовували із 1840-х до 1890-х років. Міська пасажирська компанія налічувала понад тисячу коней, 150 трамваїв, 104 санних повозки та 49 омнібусів.
Незважаючи на ранній старт, пройшло багато років, поки конка поширилась у Британії; американець Джордж Френсіс Трейн в 1860 запровадив її у Беркенгеді та Лондоні, де скоро стикнувся із спротивом. Також він брав участь у створені недовговічної конки в Корку, Ірландія. Хоч його конку і полюбляли пасажири, його дизайн мав рейки, що знаходились над рівнем дороги і чинили перешкоди дорожному рухові. В 1861 Трейн був заарештований і судимий за псування лондонських вулиць. Актом від 1870 парламент подолав усі законодавчі перешкоди шляхом визначення відповідальності, а саме вказівкою трамвайним компаніям відповідати за стан дорожного полотна між рейками і трохи поза ними, і вже за наступні три десятиліття було створено багато місцевих трамвайних компаній. Вони використовували вагони на кінній тязі, потім заміненій канатною, паровою або електричною. Багато компаній використовували частково закриті двоповерхові трамваї з двома кіньми. Остання конка зникла з вулиць Лондона в 1915.
Перший на території України кінний трамвай було відкрито у Львові 3 травня 1880 року. Колії були дубовими. Їх ширина — 1000 мм. Персонал нараховував 70 осіб.[11] З 5 травня введена оплата проїзду. Газета «Діло» з цього приводу писала:
| " | Львівський трамвай розпочав 5 травня правильний рух по квитках з площі Митної до казарм Фердинанда. Кожні 9 хвилин від'їжджає вагон від переду казарм. П'ять вагонів будуть їздити 19 разів щодня, отже 95 разів можуть сідати пасажири на станціях, де зупиняється вагон. Спочатку всі вагони трамвая були у всякій порі дня битком набиті. Зрештою, більшість сідала з цікавості |

У Києві рух кінного трамвая було відкрито в липні 1891 року. Втім, вже за кілька місяців почався перехід на парову, а згодом і на електричну тягу.

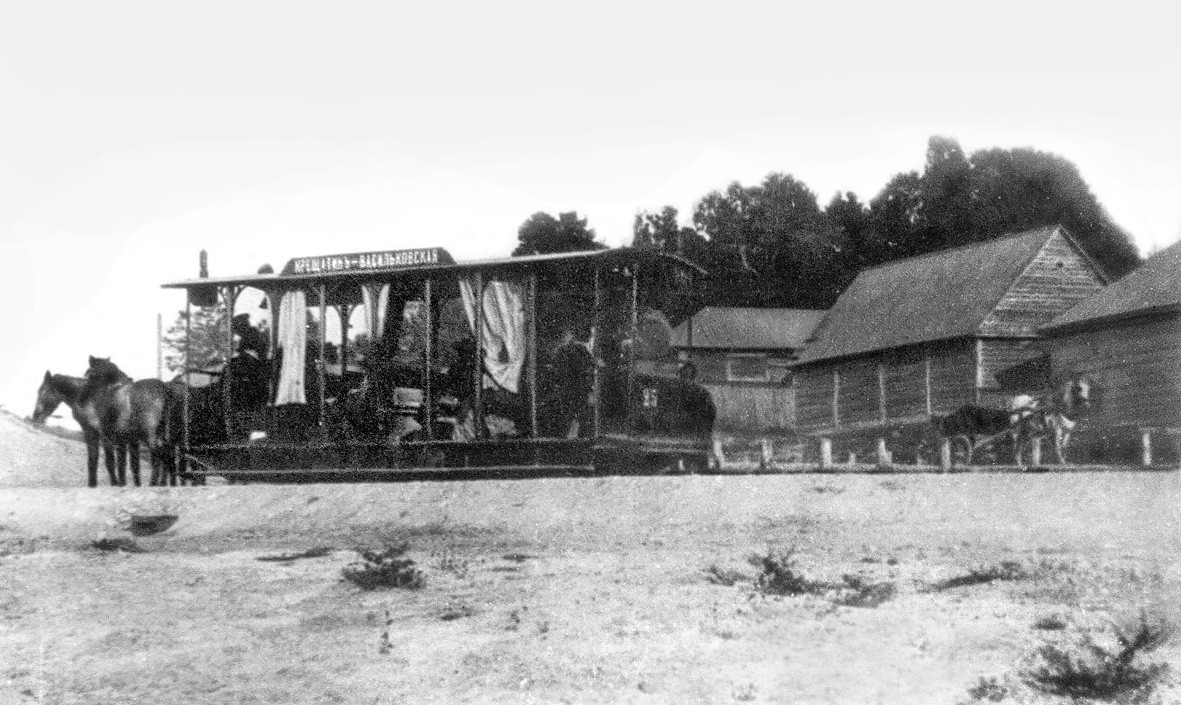
Київська конка на лінії Хрещатик - Васильківська, близько 1891
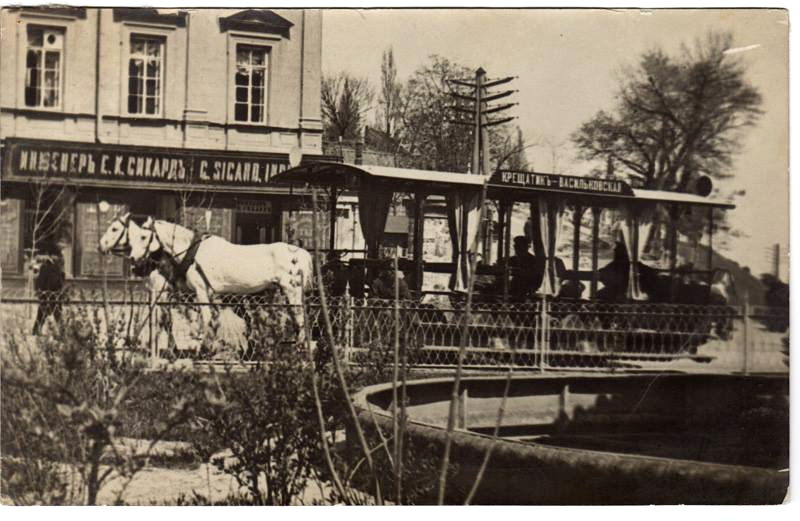
Кінний трамвай у Києві на Царській площі біля готелю Європейський, близько 1891
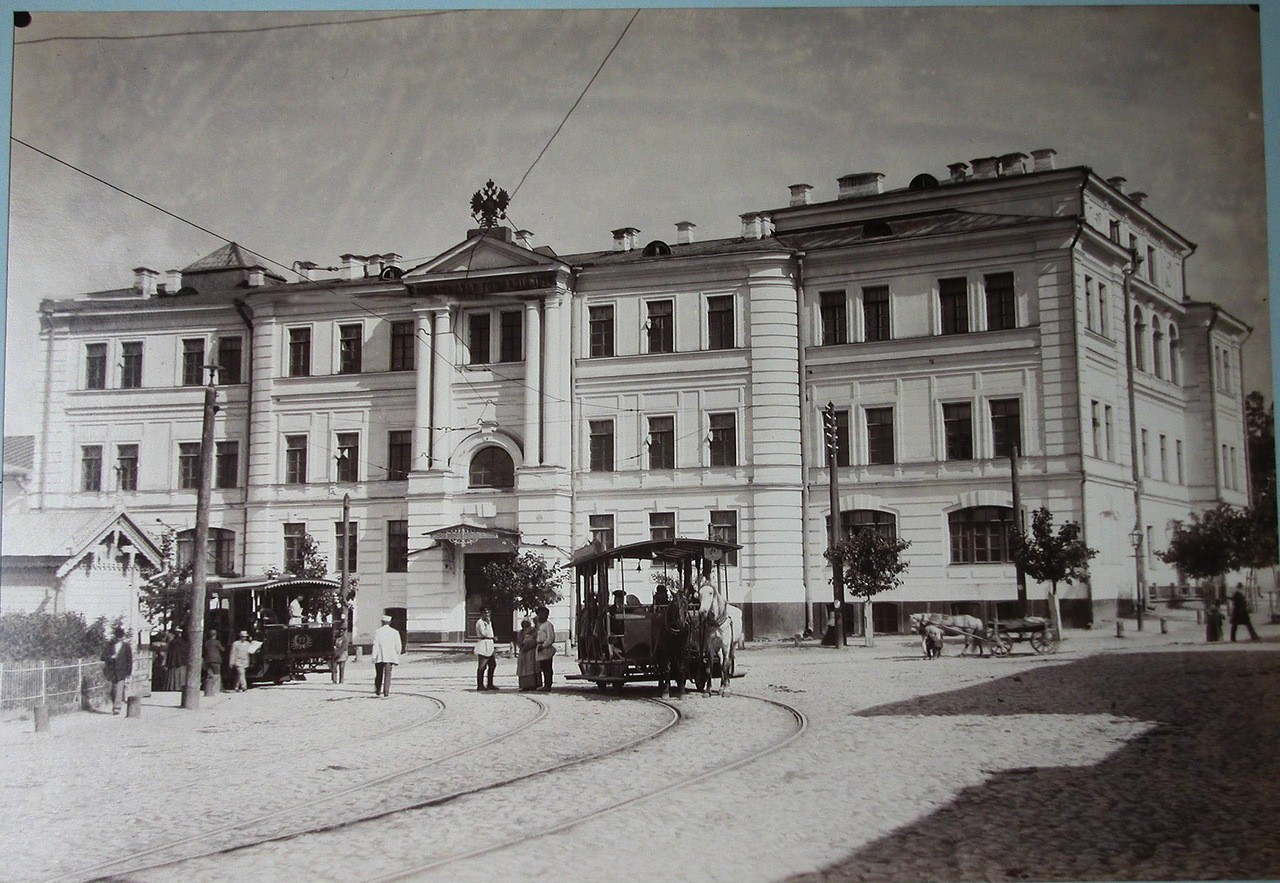
Кінний трамвай на Контрактовій площі біля Третьої київської гімназії, близько 1891
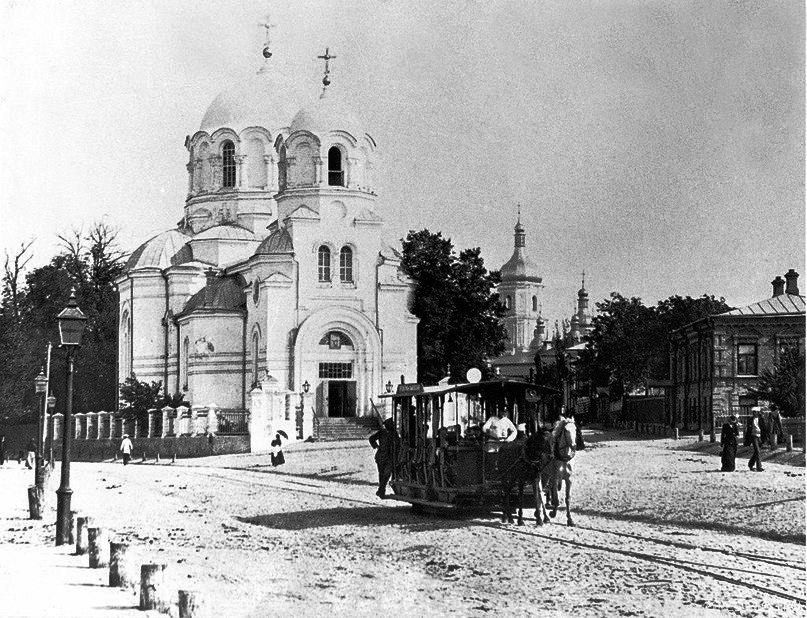
Кінний трамвай на Львівській площі біля Стрітенської церкви, близько 1892
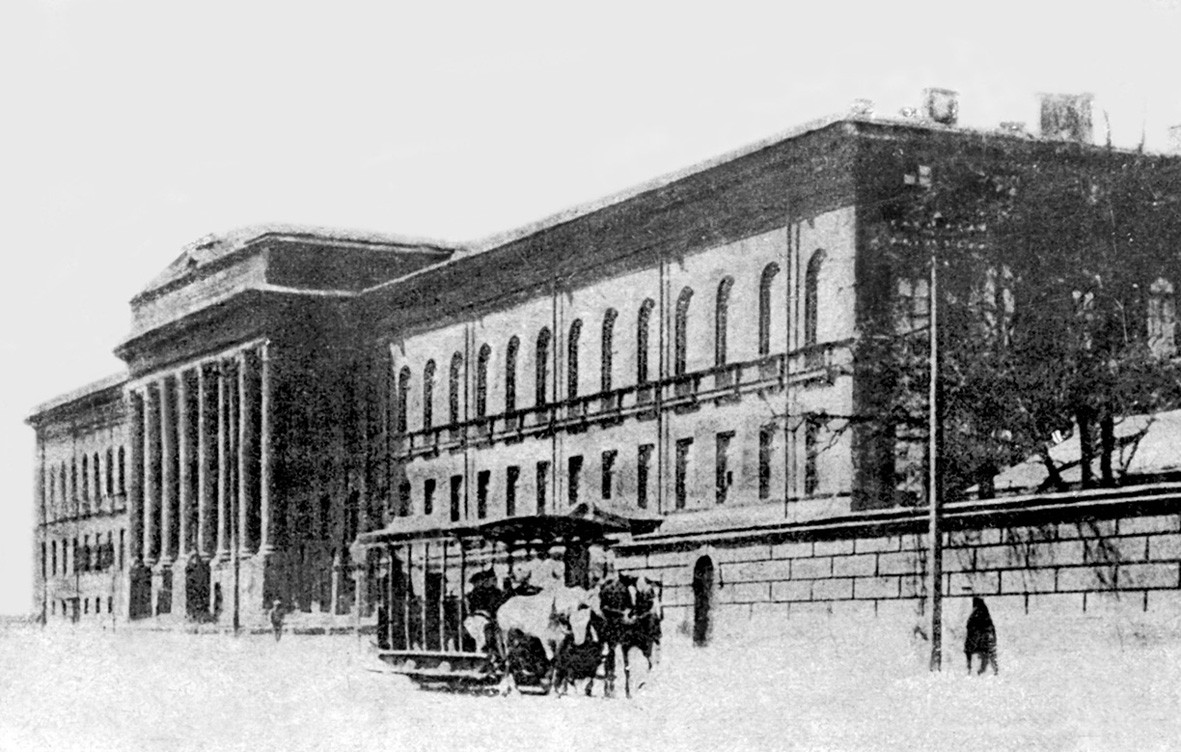
Київська конка на Володимирській вулиці біля університету, близько 1895

Головна проблема конки полягала у тому, що кожна тварина могла працювати лише певну кількість годин на добу й вимагала утримання та догляду в інший час, включно з вихідними. Через необхідність тягнути важкий візок з людьми коні не могли працювати більше чотирьох або п'яти годин поспіль, також набуті через роботу хвороби не давали коням працювати постійно. Багато ліній вимагало по десятеро коней в стайні на кожен візок. Потрібне було прибирання і вивезення великої кількості гною, як по лініях конки, так і зі стаєнь. 